# Крістіна Тривульціо Бельджойозо
Крістіна Трівульціо Бельджойозо (італ. Cristina Trivulzio Belgiojoso; 28 липня 1808 , Ломбардія — 5 липня 1871 , Мілан) — італійська княгиня, письменниця, журналістка, учасниця боротьби за незалежність Італії від Австрійської імперії.

## Життєпис
Крістіна була донькою Джеронімо Ісідоро, маркіза Трівульціо. Вона виховувалась у монастирі, а 1824 року вийшла заміж за князя Еміліо Барбіано Бельджойозо. Незабаром після одруження через невірність чоловіка подружжя розлучилося, але формально залишалося в шлюбі і підтримували добрі стосунки. Після розставання з чоловіком княгиня зайнялася політикою і стала покровителькою карбонаріїв .
Коли хвилювання, що відбувалися в 1830 році в Романьє, ні до чого не привели, вона вирушила до Парижу, де заснувала в 1843 році «Gazetta italiana» і в 1845 році щотижневе видання «Ausonia»; крім того, писала статті для «Constitutionnel» та «Democratie pacifique». Вона переклала також французькою мовою твір Джамбаттіста Віко Scienza nova і видала анонімне твір: Essai sur la formation du dogme catholique (Париж, 1846). Коли Пій IX пробудив надії італійських патріотів, княгиня поспішила повернутись на батьківщину і, проїжджаючи країною, всюди закликала до боротьби за незалежність.
Після австро-італійської війни, що спалахнула в Мілані в березні 1848 року, княгиня сформувала за власний рахунок загін волонтерів і висадилася з ними в Ліворно, щоб звідти попрямувати до п'ємонтського табору поблизу Мантуї . Після взяття Мілана австрійцями 6 серпня 1848 року, княгиню вигнали та відбулася конфіскація її маєтків. Однак вона продовжувала працювати на користь італійської справи в Парижі та Турині .
На початку 1849 року княгиня вирушила до Риму і взяла тут активну участь у революційних подіях . Після взяття міста французами вона через Мальту вирушила до Константинополя і близько двох років провела на Сході, де написала для журналу National свої цікаві Souvenirs d'ex il. Коли за амністією, виданою у травні 1856 року, їй повернули маєтки, Крістіна Тривульціо Бельджойозо повернулася до Парижа, де видала серед іншого «Emina. R é cits turco-asiatiques» (Париж, 1856) і «L'Asie mineure et Syrie» (Париж, 1858), в яких розповідала про свої пригоди та враження під час подорожей Малою Азією, Сирією та святими місцями.
В 1859 році виконалися нарешті патріотичні бажання княгині. За угодою з туринським урядом вона об'їхала всю Італію, пропагуючи у всіх містах плани Камілло ді Кавура. Після укладання Віллафранкського миру вона заснувала в Мілані журнал «Italia», з яким згодом переселилася в Турін; так само вона сприяла заснуванню міланської газети «Perseveranza». Бельджойозо померла в Мілані 1871 року.